# پوداب

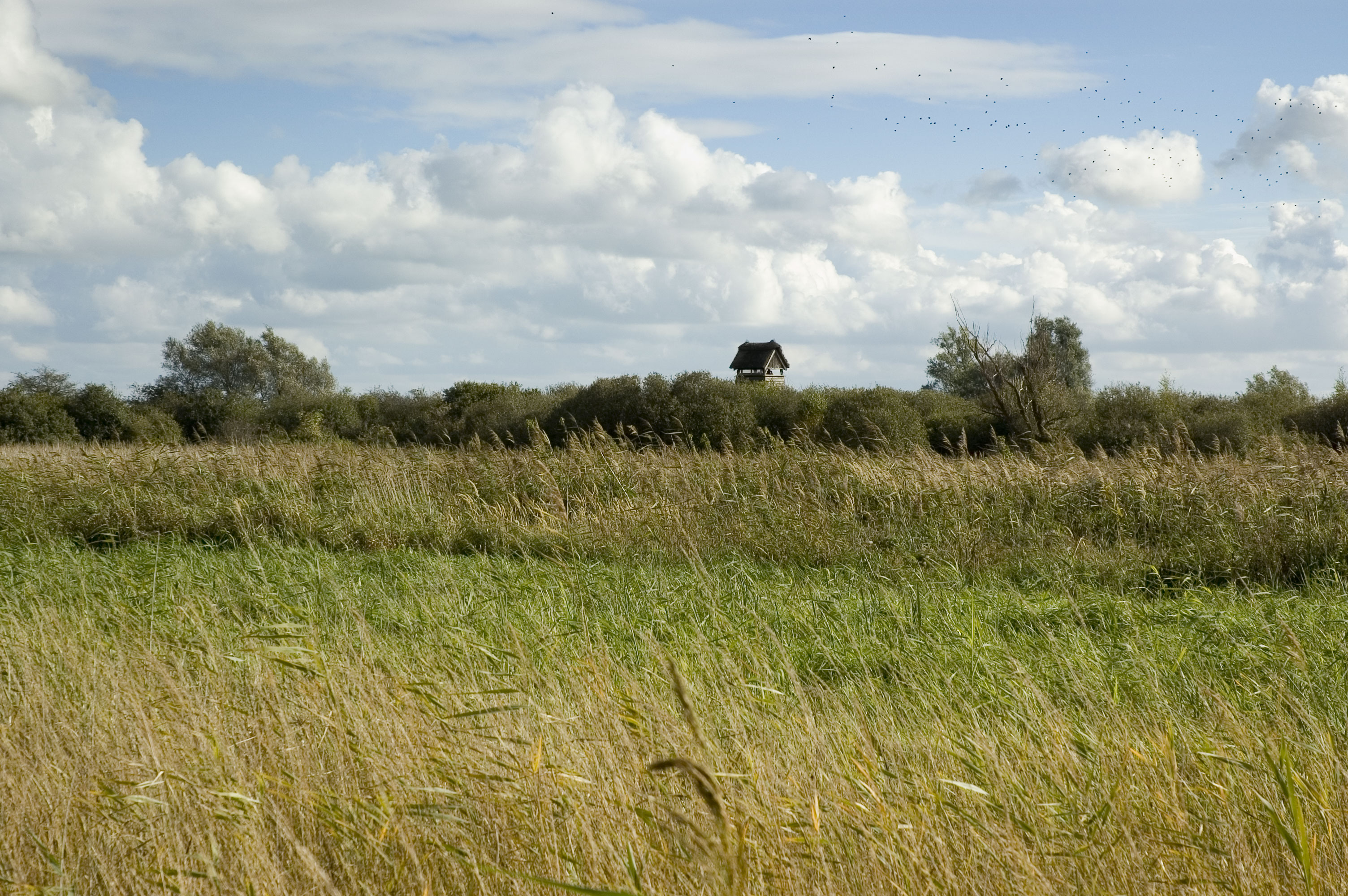
پوداب ویکن فن در انگلستان

پوداب (به انگلیسی: Fen)، تالاب سرشار از پوده‌ای (توربی) را می‌گویند که حاصل زهکشی خاک‌های معدنی مجاور است و پوشش گیاهی درختی و درختچه‌ای و علفی دارد. به آن لَشاب هم گفته‌اند. پوده‌ها مواد گیاهی قهوه‌ای و سیاه‌رنگی هستند که زیر خاک‌های مربوط انباشته شده‌اند.
پوداب یکی از چهار گونهٔ اصلی تالاب wetland و یکی از دو گونهٔ لوش mire است (گونهٔ دیگر، خلاش bog است.
پوداب‌ها معمولاً از آب‌های سطحی غنی از مواد معدنی یا آب‌های زیرزمینی تغذیه می‌شوند. لشاب‌ها از روی وضعیت شیمیایی آب‌شان، که می‌تواند پی‌اچ خنثی یا الکلاین باشد، دسته‌بندی می‌شوند. این نوع پوداب مواد معدنی محلول نسبتاً زیاد ولی غیرمغذی دارد. آنها اغلب پوشش علف و جگن دارند و معمولاً باتلاق‌های قهوه‌ای رنگ دارند که دارای اسکورپیدیوم یا درپانوکلادوس می‌باشد. گیاهان گوناگون دیگری مانند گیاه گوشتخوار پینگویکولا نیز در پوداب‌ها می‌روید. آنها ممکن است در دریاچه‌ها و رودهای بزرگ، جایی که تغییرات فصلی سطح آب، خاک را با رطوبت بالا و فاقد گیاهان بزرگ‌تر نگه می‌دارند نیز به وجود آیند. گونه‌های گیاهی هر پوداب به نوع آب و غلظت مواد مغذی در آن بستگی دارد.

## نگارخانه

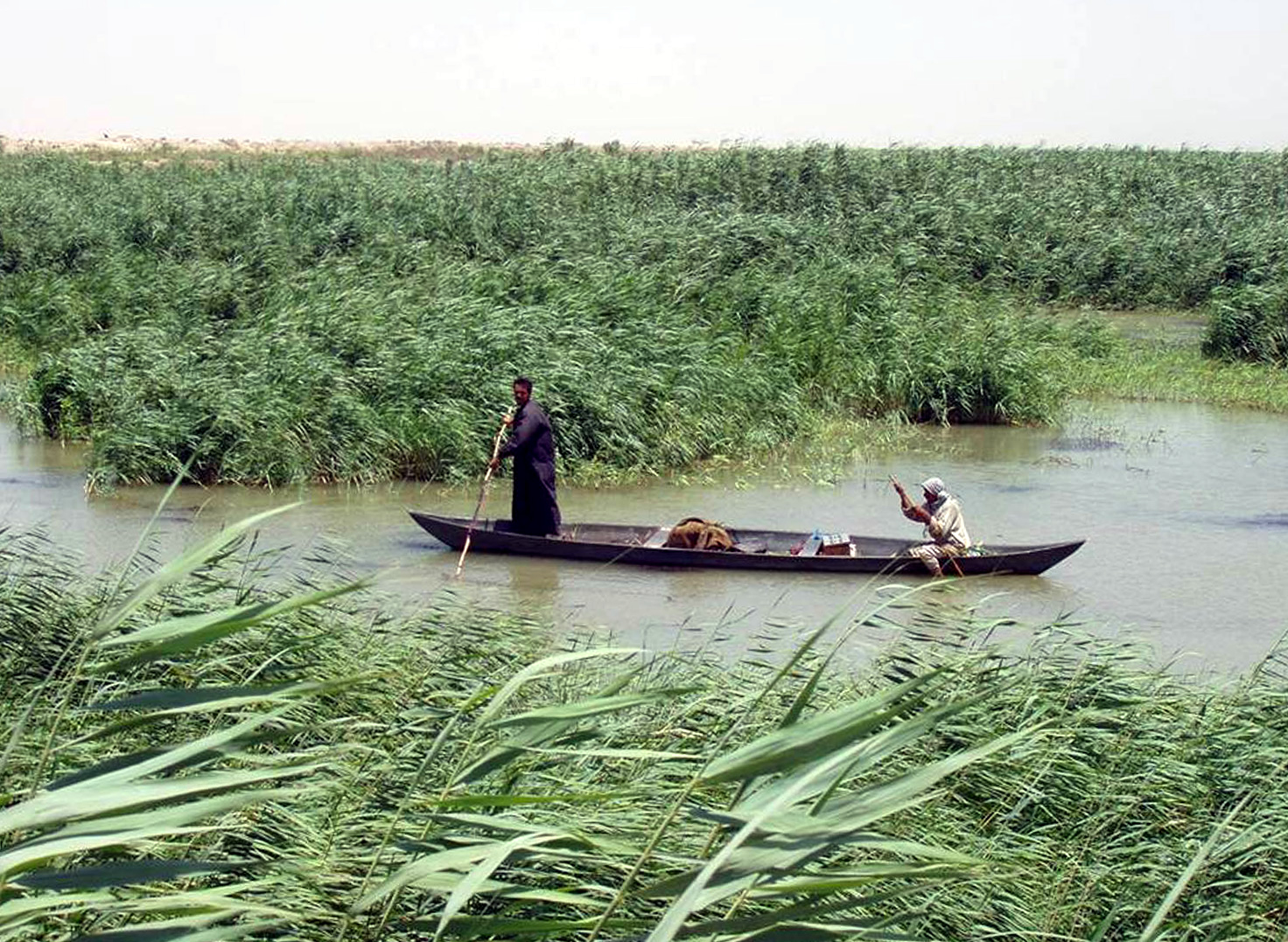
لشاب هورهای بین‌النهرین در عراق
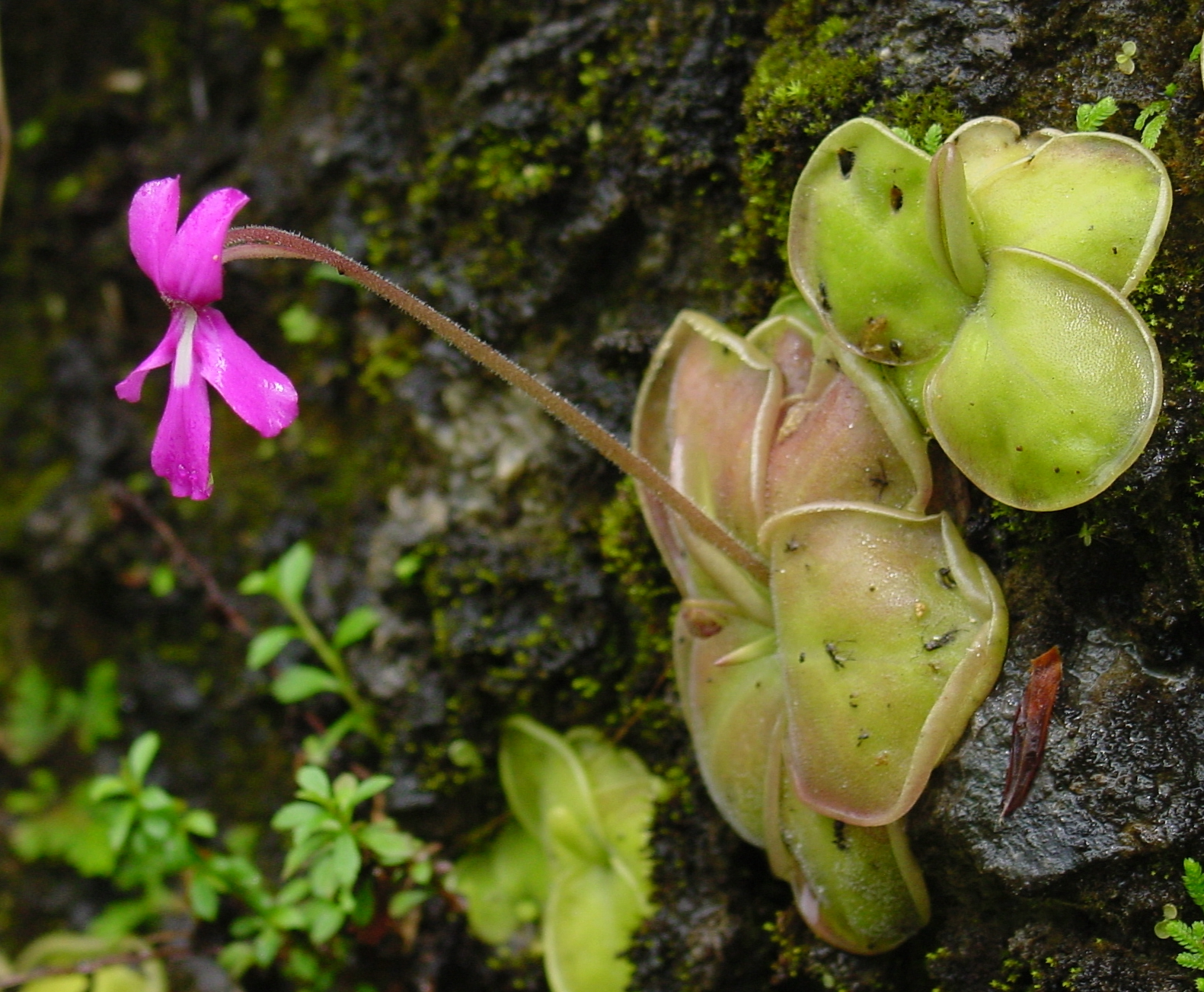
گیاه گوشتخوار پینگویکولا در لشاب‌ها نیز می‌روید
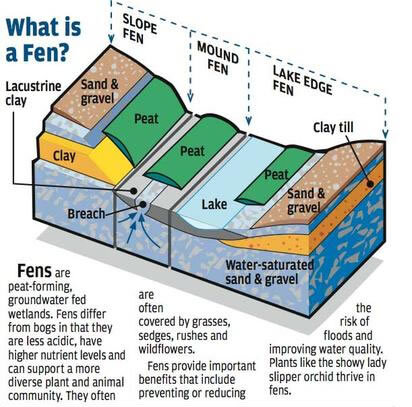
ساختار لشاب

## واژه‌نامه انگلیسی
1. ↑  Scorpidium
2. ↑  Drepanocladus